# Pimpla exstirpator
Pimpla exstirpator là một loài tò vò trong họ Ichneumonidae.